# 伊藤由太郎

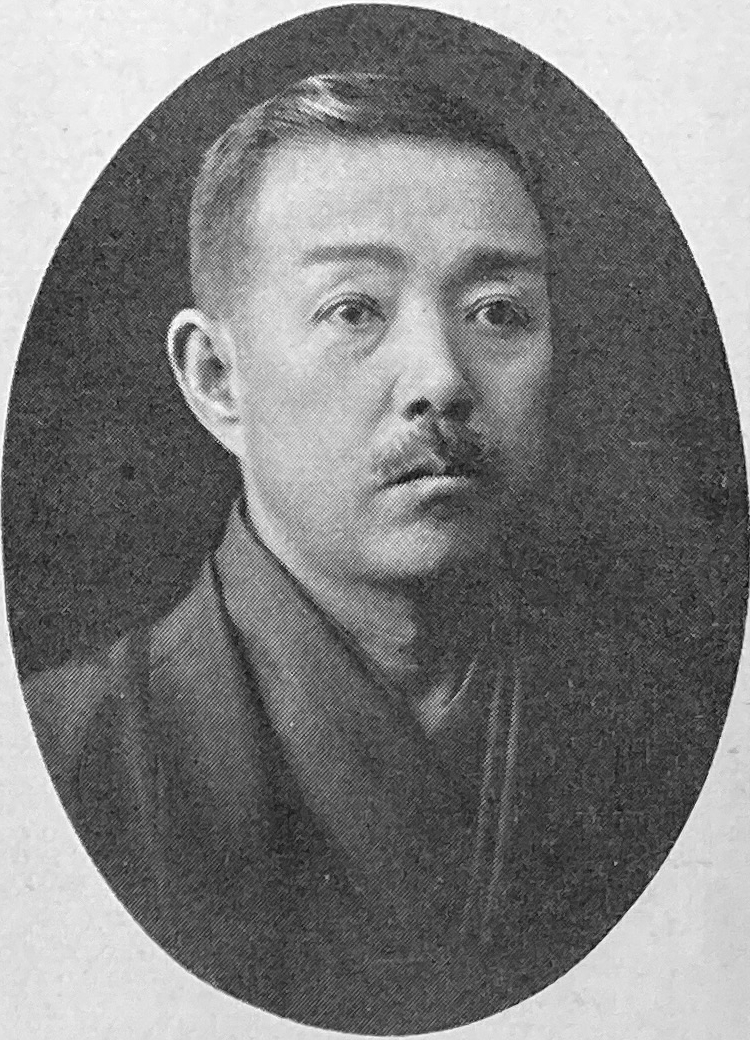
伊藤由太郎の肖像写真

伊藤 由太郎（いとう よしたろう、1872年5月25日〈明治5年4月19日〉 - 1932年〈昭和7年〉7月21日）は、明治から昭和初期にかけて愛知県名古屋市を拠点として活動した地主・実業家である。多数の銀行・会社役員を兼ね、明治から大正にかけては政界にも進出して貴族院多額納税者議員や名古屋市会議員に選ばれた。

## 経歴

### 金融界での活動
伊藤由太郎は、明治5年4月19日（新暦：1872年5月25日）、伊藤忠左衛門の長男として生まれた。1891年（明治24年）2月家を継ぐ。伊藤家は清洲城下から名古屋城下への移住、いわゆる「清洲越し」より続く名古屋の旧家で、当主は代々「忠左衛門」「喜左衛門」を交互に名乗った。由太郎は襲名していないが伊藤家13代目にあたる。伊藤家では江戸時代から町人請負の新田開発に取り組んで七島新田・藤高新田・藤高前新田などを持つ大地主となっており、江戸期には尾張藩御用商人のうち伊藤次郎左衛門家（呉服商）ら「三家衆」に次ぐ家格を有する「除地衆」の一員であった。伊藤次郎左衛門家と区別するため、堀川沿いの大船町に邸宅を構えたことから「川伊藤」または「船伊藤」と俗称された。
伊藤は家を継いだ後の1896年（明治29年）、愛知銀行（東海銀行の前身）や堀川貯蓄銀行の設立に関係してその取締役に就任した。うち愛知銀行は尾張徳川家の徳川義礼や元藩士に岡谷惣助（初代頭取）ら清洲越しから続く旧家の面々が加わって1896年4月に立ち上げた銀行である。この愛知銀行のほかにも大小さまざまな銀行・会社の役員となったが、日本電報通信社名古屋支局の記者手島益雄によると旧家の人間という理由から役員に選ばれはするものの社内で重用された例はないという。1912年（明治45年）発行の役員録によると役員を務める銀行は以下の通りであった。
- 愛知銀行取締役
- 堀川貯蓄銀行取締役（1896年設立・専務東松松兵衛）
- 丸八貯蓄銀行取締役（1898年設立・頭取関戸守彦）
- 尾三農工銀行監査役（1898年設立・頭取大橋正太郎）
- 尾三貯蓄銀行頭取（1907年設立）
- 北海銀行監査役（札幌市、1889年設立）

関係した貯蓄銀行のうち堀川貯蓄銀行は堀川銀行の、丸八貯蓄銀行（後の日本貯蓄銀行）は愛知銀行の、尾三貯蓄銀行は尾三農工銀行の貯蓄部門にあたる。また尾三農工銀行は愛知県を営業区域とする農工銀行法に基づく特殊銀行である。唯一県外にあった北海銀行は愛知銀行と同様、徳川義礼・旧藩士に伊藤次郎左衛門ら旧家の面々が加わって設立したもの。札幌市に本店を構える最初の銀行であったが業績は不振で、1913年（大正2年）4月、第一銀行に営業を譲渡した。北海銀行はその後整理のため監査役の伊藤由太郎邸に本店を移したが、一転銀行業を継続することに決まり、経営陣を入れ替えた上で同年12月肥薩銀行と改称して長崎県佐世保市へと移転していった。
1916年（大正5年）10月に愛知銀行・堀川貯蓄銀行・尾三貯蓄銀行取締役と尾三農工銀行監査役、同年11月には丸八貯蓄銀行取締役も辞任し、これら銀行の経営から相次いで退いた。

### 実業界での活動
銀行以外の会社経営にも関係した。1909年（明治42年）4月、名古屋の倉庫会社東海倉庫にて監査役に就任。翌1910年（明治43年）7月には四日市倉庫（現・日本トランスシティ）の監査役にもなった。このうち東海倉庫では1913年4月に取締役へと転じている。
1910年1月、名古屋の電力会社名古屋電灯（後の東邦電力）で取締役となり、これを1912年（大正元年）12月まで務めた。また1910年6月には神野金之助率いる名古屋の保険会社福寿生命保険にて取締役に就任する。保険業では福寿生命保険の姉妹会社として1911年（明治44年）1月に福寿火災保険が設立されると取締役に選ばれ、さらに同年7月からは常務取締役を務めた。鉄道会社にも関係し、知多半島での鉄道建設を目指し1910年11月に愛知電気鉄道（名古屋鉄道の前身）が設立された際に監査役に就いている。
1911年9月、吉田高朗・伊藤義平・高橋彦次郎らと吉田が名古屋郊外の愛知郡中村（現・名古屋市中村区）に持つ土地を開発すべく名古屋土地株式会社を起業した。伊藤は同社で取締役社長を務めた。ところが名古屋土地は1913年に遊廓移転をめぐる稲永疑獄に被害者として巻き込まれ、無駄な土地購入と加害者に対する訴訟費用で経営が悪化した。前述手島益雄によると、伊藤は疑獄への対応で失態を重ねて甚だしく面目を潰したという。事件に関連し、事件関係者が多く在籍した愛知電気鉄道で取締役に欠員が生じたため、伊藤は1913年12月に同社取締役にも就任した。
実業界ではその他、名古屋商業会議所の役員（会計部長・工業副部長・会計副部長の順）を1905年（明治38年）4月から1907年（明治40年）にかけて、1909年4月から1915年（大正4年）にかけて務めている。
1916年10月、名古屋土地の取締役を辞任。さらに1918年（大正7年）6月には東海倉庫・福寿生命保険・福寿火災保険・愛知電気鉄道の各取締役を辞任した（四日市倉庫監査役は続投）。

### 政界での活動
政界においても活動した。政界入りは名古屋市会からで、1901年（明治34年）10・11月実施の第5回市会議員選挙にて当選、市会議員となった。改選期を迎えた1907年10・11月実施の第7回選挙でも当選。さらに6年後の1913年10月実施の第9回選挙においても再選された。その後は1917年（大正6年）10月の任期満了まで務めており、市会議員在職は計16年に及ぶ。この間、1909年1月から翌1910年1月にかけて市会副議長を務め、さらに1910年2月から翌年10月にかけて名古屋市参事会の構成員たる市参事会員も兼ねた。
市会議員在職中の1911年6月、貴族院多額納税者議員の改選が行われた際に愛知県多額納税者15人の互選で14票を得て当選し、同年9月29日付で貴族院議員に任命された。しかし任期途中の1916年7月10日付で辞職している。

### 大正後期以後
貴族院議員をはじめ政界から退き、ほとんどの会社からも関係を断った後は地主としての仕事も人に任せて閑地に就いた。1921年（大正10年）10月になり、東海倉庫に監査役として復帰する。1926年（大正15年）3月に東海倉庫と名古屋倉庫が合併し東陽倉庫が発足するとその監査役へと転じた。この間の1924年（大正13年）10月、大正海運の取締役に就任する。大正海運は旧東海倉庫が海運部門を持つべく1919年10月に起業した傍系会社である。しかし東陽倉庫発足後は次第に資本関係が薄れていっており、伊藤や高橋彦次郎・磯貝浩を含む旧東海倉庫系役員は1931年（昭和6年）4月に同社から退いている。
1926年1月、福寿生命保険に監査役として復帰。同年2月に福寿火災保険の監査役にも選ばれた。翌1927年（昭和2年）5月には2代神野金之助・高橋彦次郎らと三河水力電気取締役に選出された。同社は東邦電力傍系会社の一つで、矢作川開発を目的としていた。他方、四日市倉庫監査役は九鬼紋十郎らほかの役員とともに1927年7月に辞任している。
1932年（昭和7年）7月21日に死去した。60歳没。三河水力電気取締役、東陽倉庫・福寿生命保険・福寿火災保険各監査役に在任中の死であった。

## 栄典
- 1915年（大正4年）11月7日 - 勲四等瑞宝章受章（貴族院議員として大正三四年事件の功による）[54]

## 家族・親族
妻・ちやう（1874年生）は名古屋の銅鉄商岡谷惣助の次女。嗣子の伊藤利彦（次男・1899年生）は1923年に慶應義塾大学を卒業したのち第一銀行勤務を経て日本貯蓄銀行に入社し同社常務取締役まで昇った。なお伊藤家は太平洋戦争後の農地改革で持っていた農地を手放している。孫の伊藤喜一郎（利彦長男・1929年生）は東海銀行で勤めた。